# كورتني باريس
كورتني باريس (بالإنجليزية: Courtney Paris)‏ مواليد 21 سبتمبر 1987 في سان خوسيه، هي لاعبة كرة سلة أمريكية. بدأت مسيرتها الاحترافية في سنة 2009. تم اختيارها من قبل فريق ساكرامنتو موناركس خلال الدرافت. تلعب مع فريق دالاس وينغز في دوري الاتحاد الوطني لكرة السلة النسائية كلاعب وسط. وتحمل الرقم 3. يبلغ طولها 6 قدم 4 بوصة (1.9 م).

## المسيرة الاحترافية
لعبت مع ساكرامنتو موناركس في سنة 2009، ثم لعبت مع أتلانتا دريم في موسم 2011–2012، ثم لعبت مع دالاس وينغز في سنة 2012.

## روابط خارجية
- كورتني باريس على موقع الاتحاد الدولي لكرة السلة (الإنجليزية)
- كورتني باريس على موقع الاتحاد الوطني لكرة السلة النسائية (الإنجليزية)
- كورتني باريس على موقع كرة السلة الأوروبية.كوم (الإنجليزية)
- كورتني باريس على موقع كلية كرة السلة في سبورتس رفرنس.كوم (الإنجليزية)
- كورتني باريس على موقع بروبوليرز (الإنجليزية)
- كورتني باريس على موقع سبورتس رفرنس (الإنجليزية)
- كورتني باريس على موقع سبورتس رفرنس (الإنجليزية)